# 궈칭
궈칭(중국어: 郭清, 병음: Guō Qīng, 한자음: 곽청, 2000년 5월 10일~)은 중화인민공화국의 태권도 선수이다. 2024년 하계 올림픽에서 여자 플라이급 은메달을 획득했고 세계 선수권 대회에서 은메달 1개, 아시안 게임에서 은메달 1개를 획득했다.

## 경력
2000년 광둥성 양장시의 양춘시 융닝진에서 태어났다. 2012년에 양춘 스포츠 학교 태권도과에 입학했고 2017년 광둥성 태권도단에 입단했다. 이듬해인 2018년에 중국 국가대표로 발탁되었다. 그 해 12월 중화인민공화국 우시에서 열린 2018년 월드 태권도 그랜드 슬램 여자 플라이급에 참가하여 국제 대회에 데뷔했다. 그녀는 첫 상대인 김소희에게 패하여 탈락했다.
2022년 6월 대한민국 춘천에서 열린 2022년 아시아 선수권 대회에 참가했으며 여자 플라이급 결승에서 이란의 모비나 네마차데를 꺾고 우승을 차지했다. 같은 해 11월 멕시코 과달라하라에서 열린 2022년 세계 선수권 대회에서 멕시코의 다니엘라 소우사의 뒤를 이어 여자 플라이급 은메달을 획득했다.
2023년 8월 중화인민공화국 청두에서 개최된 2021년 유니버시아드에서 여자 53kg급 동메달을 획득했다. 같은 해 9월 항저우에서 개최된 2022년 아시안 게임에 참가했으며 -49kg 부문에서 태국의 파니팍 웡파타나낏의 뒤를 이어 은메달을 획득했다.
2024년 8월 프랑스 파리에서 열린 2024년 하계 올림픽에 참가하여 올림픽에 데뷔했으며 웡파타나낏의 뒤를 이어 은메달을 획득했다.